# Flagy (Sena i Marne)
Flagy és un municipi francès, situat al departament de Sena i Marne i a la regió de Illa de França. L'any 2007 tenia 626 habitants.
Forma part del cantó de Nemours, del districte de Fontainebleau i de la Comunitat de comunes Moret Seine et Loing.

## Demografia

### Població
El 2007 la població de fet de Flagy era de 626 persones. Hi havia 225 famílies, de les quals 48 eren unipersonals (28 homes vivint sols i 20 dones vivint soles), 56 parelles sense fills, 117 parelles amb fills i 4 famílies monoparentals amb fills.
La població ha evolucionat segons el següent gràfic:
Habitants censats

### Habitatges
El 2007 hi havia 264 habitatges, 227 eren l'habitatge principal de la família, 31 eren segones residències i 6 estaven desocupats. 261 eren cases i 2 eren apartaments. Dels 227 habitatges principals, 209 estaven ocupats pels seus propietaris, 12 estaven llogats i ocupats pels llogaters i 6 estaven cedits a títol gratuït; 11 tenien dues cambres, 20 en tenien tres, 62 en tenien quatre i 133 en tenien cinc o més. 174 habitatges disposaven pel capbaix d'una plaça de pàrquing. A 89 habitatges hi havia un automòbil i a 124 n'hi havia dos o més.

### Piràmide de població
La piràmide de població per edats i sexe el 2009 era:
| Homes | Edats   | Dones |
| ----- | ------- | ----- |
| 0     | 95 o +  | 1     |
| 2     | 90 a 94 | 2     |
| 2     | 85 a 89 | 4     |
| 2     | 80 a 84 | 2     |
| 8     | 75 a 79 | 9     |
| 6     | 70 a 74 | 13    |
| 20    | 65 a 69 | 10    |
| 15    | 60 a 64 | 15    |
| 9     | 55 a 59 | 12    |
| 13    | 50 a 54 | 14    |
| 21    | 45 a 49 | 16    |
| 24    | 40 a 44 | 23    |
| 26    | 35 a 39 | 21    |
| 21    | 30 a 34 | 23    |
| 10    | 25 a 29 | 15    |
| 8     | 20 a 24 | 11    |
| 17    | 15 a 19 | 14    |
| 22    | 10 a 14 | 20    |
| 22    | 5 a 9   | 24    |
| 25    | 0 a 4   | 12    |

## Economia
El 2007 la població en edat de treballar era de 366 persones, 282 eren actives i 84 eren inactives. De les 282 persones actives 269 estaven ocupades (152 homes i 117 dones) i 13 estaven aturades (5 homes i 8 dones). De les 84 persones inactives 25 estaven jubilades, 30 estaven estudiant i 29 estaven classificades com a «altres inactius».

### Ingressos
El 2009 a Flagy hi havia 227 unitats fiscals que integraven 645 persones, la mediana anual d'ingressos fiscals per persona era de 20.271 €.

### Activitats econòmiques
Dels 19 establiments que hi havia el 2007, 1 era d'una empresa de fabricació d'altres productes industrials, 4 d'empreses de construcció, 3 d'empreses de comerç i reparació d'automòbils, 2 d'empreses d'hostatgeria i restauració, 1 d'una empresa d'informació i comunicació, 4 d'empreses de serveis i 4 d'empreses classificades com a «altres activitats de serveis».
Dels 5 establiments de servei als particulars que hi havia el 2009, 1 era un guixaire pintor, 1 fusteria, 2 electricistes i 1 perruqueria.
L'únic establiment comercial que hi havia el 2009 era una fleca.
L'any 2000 a Flagy hi havia 5 explotacions agrícoles.

## Equipaments sanitaris i escolars
El 2009 hi havia una escola maternal integrada dins d'un grup escolar amb les comunes properes formant una escola dispersa.

## Poblacions més properes
El següent diagrama mostra les poblacions més properes.